# Les Bubb
Les Bubb (* 3. Juni 1969 in Liverpool) ist ein britischer Pantomime und Schauspieler.

## Leben
Les Bubb  begann seine Karriere im Jahr 1982, indem er in Kneipen und kleineren Kabaretts auftrat; Bubb erlernte sein Handwerk bei Etienne Decroux. Er trat auf Straßen und Plätzen von Paris auf und ab 1988 ging es in die weite Welt von Theater, Varieté, Film und Fernsehen. Im Jahr 1996 erhielt Bubb die Garchinger Kleinkunstmaske und das Ravensburger Kupferle. Von 1997 bis 2001 moderierte er die nach ihm benannte BBC-TV-Serie Hububb.

## Rezeption
»So ähnlich könnte es aussehen, wenn Marcel Marceau, Karl Valentin und die Ulk-Professoren von ’Monty Python‘ zusammen eine Show machen.« Nürnberger Nachrichten

## Filmografie (Auswahl)
- The Max Headroom Show
- Friday Night Live
- Hububb
- Harry Potter und die Kammer des Schreckens
- Harry Potter und der Gefangene von Askaban
- The Slammer